# Émile Bongiorni
Émile Bongiorni, né le 19 mars 1921 à Boulogne-Billancourt et mort le 4 mai 1949 à Superga, était un footballeur français jouant au poste d'avant-centre.

## Biographie
Fils de ramoneur, Émile Bongiorni signe sa première licence à l'âge de treize ans à Fontenay-sous-Bois. Lors de sa première saison, il marque 133 des 233 buts du club fontenaysien en 30 matches. Émile rejoint les équipes de jeunes du CA Paris en 1935. Il brille au concours du jeune footballeur puis se rêve un temps en coureur cycliste. Il intègre le groupe pro du CAP dès février 1937 et fait ses débuts avec l'équipe professionnelle du CAP le 16 mai 1937 lors d'un match contre Reims, en toute fin saison 1936-1937. Émile fait quelques nouvelles apparitions en équipe première du CAP en 1937-1938, marquant ses premiers buts sous statut professionnel. Il devient officiellement joueur professionnel en juin 1938 et titulaire régulier en équipe première du CAP en 1938-1939. Émile devient le meilleur buteur du CAP à l'occasion de cette ultime saison d'avant-guerre malgré sa titularisation surprenante au poste de demi-centre parfois.
En 1939-1940, Émile marque le seul but capiste du quart de finale de la Coupe de France 1940 perdu 2-1 à Amiens contre Lens.
Émile joue encore au CAP au début de la guerre. En 1940-41 il marque ainsi un but lors du choc CAP-RCP au Parc des Princes le 13 octobre 1940. La saison suivante, il encore à la pointe de l'attaque du CAP. Il rejoint ensuite le RC Paris pour la saison 1942-1943.
« Milo » évolue à Paris-Capitale en 1943-1944. Il termine troisième meilleur buteur du championnat. Il retrouve ensuite le RC Paris de 1944 à 1948 où il remporte la Coupe de France en 1945. 
En Championnat, il marque 13 buts en 1946-1947 puis 16 buts (26 matches joués) en 1947-1948.
Il honore cinq sélections pour deux buts en équipe de France entre 1945 et 1948. Il marque son premier but chez les Bleus à l'occasion de sa première sélection le 6 décembre 1945 : au Prater de Vienne, il ouvre la marque contre l'Autriche sur un centre d'Aston (8e minute). Les Autrichiens s'imposent finalement 4-1. Il marque son second but sous le maillot frappé du coq le 23 mai 1948 contre l'Écosse à Colombes. Il reprend aux 6 mètres un tir contré de Ben Barek. C'est son avant-dernière cape. Il honorera encore une sélection le 6 juin 1948 contre la Belgique au Heysel sans marquer.
Émile rejoint le club italien le plus performant depuis cinq ans : le Torino en 1948. Il ne joue que 8 matches en Serie A pour 2 buts marqués au Torino puis trouve la mort au cours de la tragédie de Superga qui décime le Grande Torino. Il remporte le scudetto à titre posthume. Sa tombe est au cimetière de Fontenay-sous-Bois.

## Statistiques
| Saison                | Club                  | Championnat           | Championnat | Championnat | Coupe(s) nationale(s) | Coupe(s) nationale(s) | France | France | Total | Total |
| Saison                | Club                  | Division              | M.          | B.          | M.                    | B.                    | M.     | B.     | M.    | B.    |
| 1938/39               | CA Paris              | D2                    | 37          | 18          | 2                     | 1                     | -      | -      | 39    | 19    |
| 1939/40               | CA Paris              | D1-ZN                 | 2+          | 2+          | 4                     | 8                     | -      | -      | 6+    | 10+   |
| 1940/41               | CA Paris              | D1-ZO                 | ?           | ?           | 1                     | 0                     | -      | -      | 1+    | 0+    |
| 1941/42               | CA Paris              | D1-ZO                 | ?           | ?           | 2                     | 4                     | -      | -      | 2+    | 4+    |
| Sous-total            | Sous-total            | Sous-total            | 20+         | 20+         | 9                     | 13                    | -      | -      | 29+   | 33+   |
| 1942/43               | RC Paris              | D1-ZN                 | ?           | ?           | 3                     | 3                     | -      | -      | 3+    | 3+    |
| Sous-total            | Sous-total            | Sous-total            | ?           | ?           | 3                     | 3                     | -      | -      | ?     | ?     |
| 1943/44               | ÉF Paris Capitale     | D1-F                  | 30          | 37          | 5                     | 4                     | -      | -      | 35    | 41    |
| Sous-total            | Sous-total            | Sous-total            | 30          | 37+         | 5                     | 4                     | -      | -      | 35    | 41    |
| 1944/45               | RC Paris              | D1                    | ?           | ?           | 6                     | 4                     | 1      | 1      | 7+    | 5+    |
| 1945/46               | RC Paris              | D1                    | 30          | 14          | 5                     | 3                     | 2      | 1      | 37    | 18    |
| 1946/47               | RC Paris              | D1                    | 31          | 13          | 1                     | 0                     | 1      | 0      | 33    | 13    |
| 1947/48               | RC Paris              | D1                    | 25          | 16          | 5                     | 5                     | 2      | 1      | 32    | 22    |
| Sous-total            | Sous-total            | Sous-total            | 86+         | 43+         | 11                    | 13                    | 6      | 3      | 103+  | 62+   |
| 1948/49               | Torino FC             | D1                    | 8           | 2           | -                     | -                     | -      | -      | 8     | 2     |
| Sous-total            | Sous-total            | Sous-total            | 8           | 2           | -                     | -                     | -      | -      | 8     | 2     |
| Total sur la carrière | Total sur la carrière | Total sur la carrière | 166         | 102         | 34                    | 32                    | 6      | 3      | 206   | 137   |